# Horváth Pál László

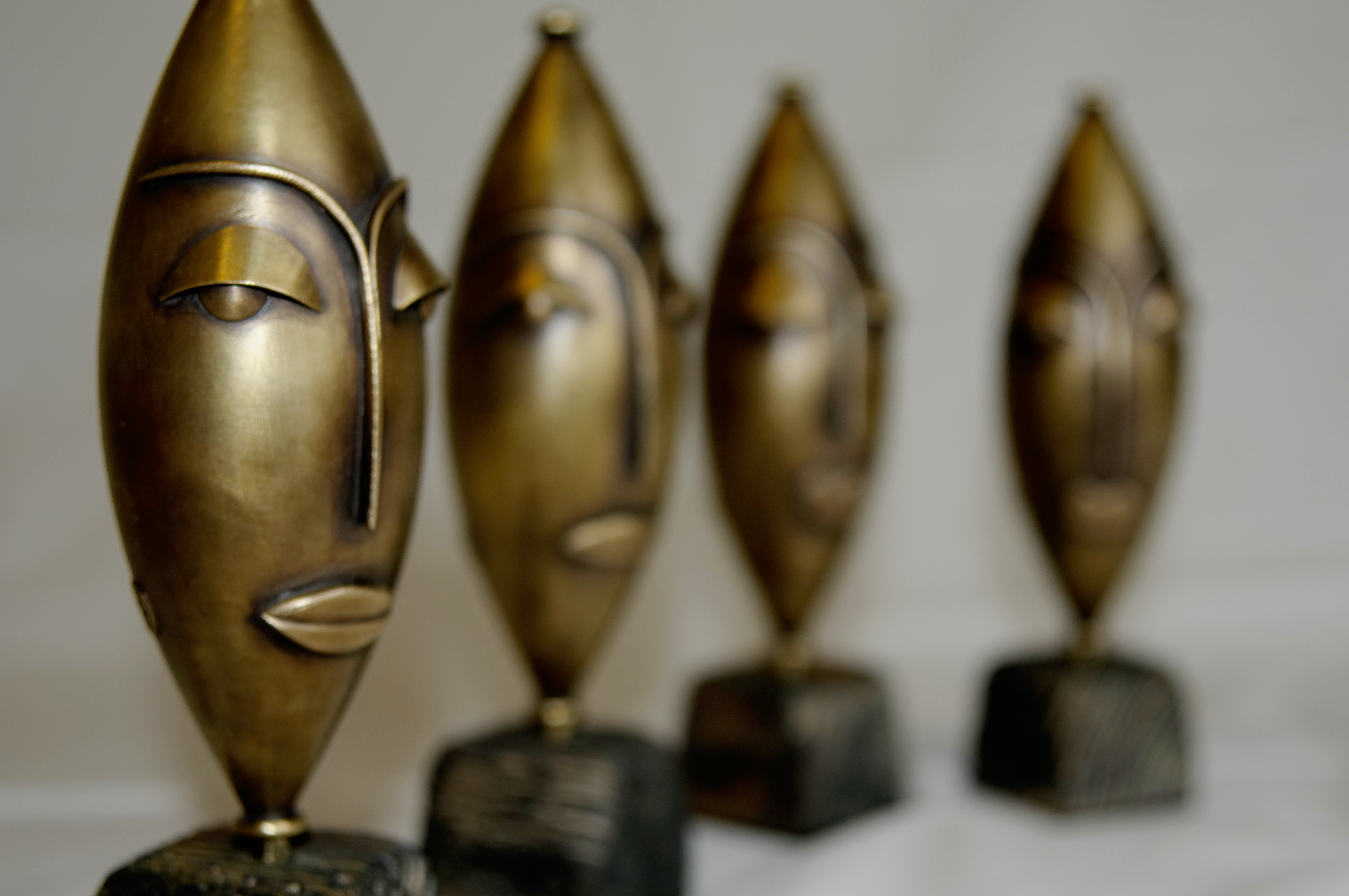

Horváth Pál László (Budapest, 1951. október 26.– 2022. április 6.) ötvös. 

## Életpályája
A Sibrik Miklós úti Általános Iskolában, rajz tanára Fazekas Pál indította el a művészetek felé. Az Állami Pénzverdében tanulta az ötvösséget, 1969-ben ezüstművesként végzett. Mesterei: Reiter Imre, Endersz Tibor és Rabóczky István voltak. 
A 70-es évek közepétől Gecsei Gyula grafikus művésznek és rajta keresztül a Lignifer Ktsz.-nek is dolgozott. A 70-es évek végén a Képzőművészeti Kivitelező Vállalatnál tanulta ki a modellező és a bronzcizellőr mesterségeket. 
1982-ben hirdetést adott fel, hogy ötvös iparművész vagy kisiparos mellett elhelyezkedne. A hirdetésre Nagy József, az akkori Magyar Iparművészeti Főiskola ötvös tanszék vezetője jelentkezett. Onnantól Rigó utcai műhelyében dolgozott. Tőle Majoros Árpád ötvös iparművészhez szegődött, majd a Simai Lajos és Kálmán László ötvös iparművész duónál dolgozott a Zugligeti műhelyükben.

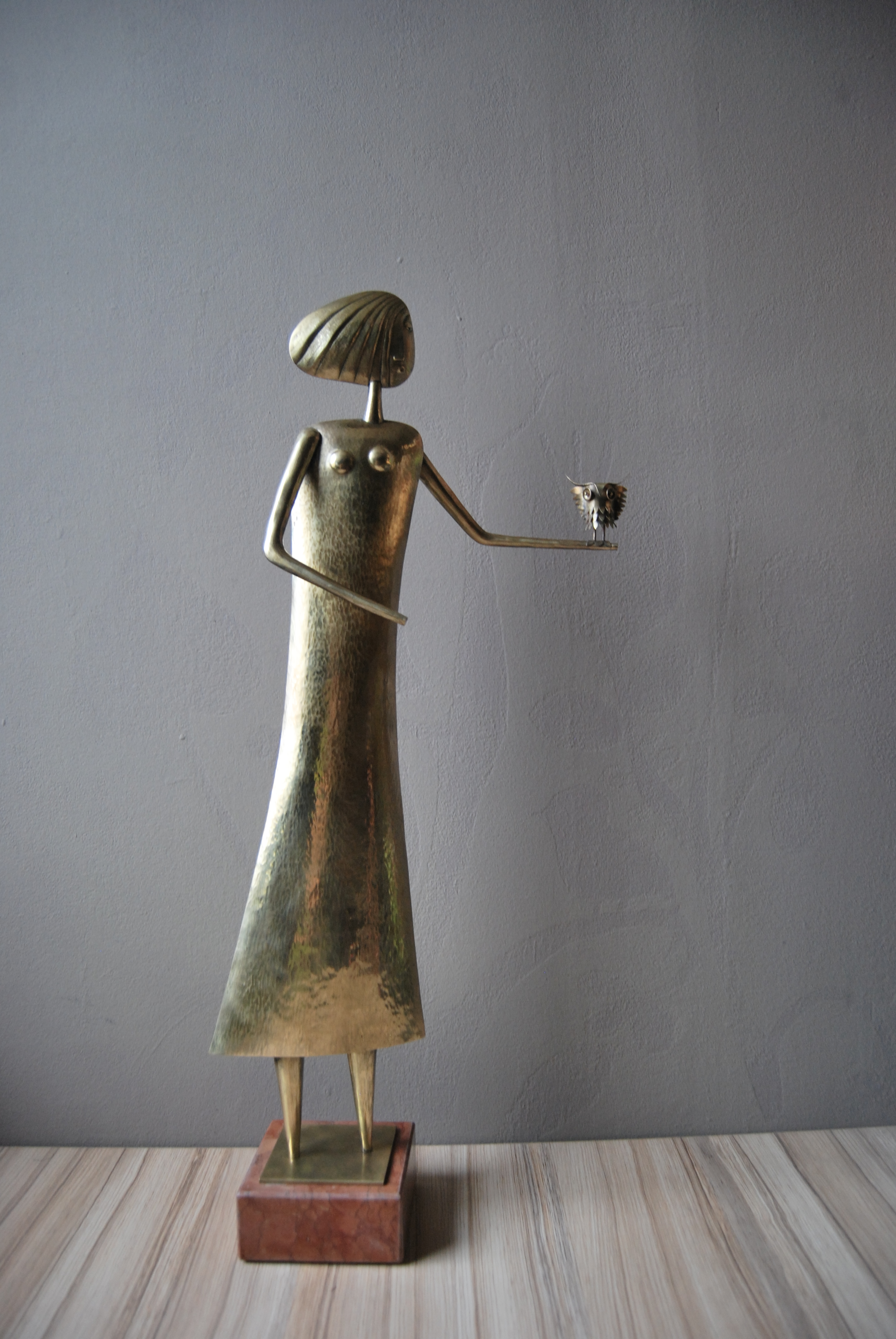

Mindig kereste a lehetőségét, hogy olyan műhelyekben és művészek mellett dolgozhasson, ahol a korszak legizgalmasabb belsőépítészeti és iparművészeti dizájn tervei valósultak meg. Így részt vett többek között a Kongresszusi Palota belső díszvilágításának kivitelezésében, az Újszínház homlokzati rekonstrukciójában, a Gresham Palota átalakításának kivitelezésében is. 
A 90-es évektől kezdett munkáival önállóan is pályázni. A BMK Vizuális Művészeti kiállításán, a Kongresszusi Központban és az újpesti Magyarok Házában is részt vett csoportos kiállításokon. 
2002-2003-ban először kivitelezett saját tervezésű lámpákat és csillárokat a Dunaharaszti Katolikus Templom majd később a Taksonyi Katolikus templom részére is.     
Az általa készített tárgyakban hajdani ötvös mesterek szakmai öröksége elevenedik meg, ami unikum az ipari dizájn dömpingjében. Elsősorban egyedi lámpákat és plasztikákat készít, legtöbb munkájában a kettő együtt jelenik meg. 
A lámpák esetében a célja az, hogy több síkon is befolyásolni tudják környezetük atmoszféráját. Bár a megjelenő forma, a téma művészi megfogalmazása a kézműves megmunkálás jegyeit tükrözi, tudatosan keresi a modern világítástechnikával való összhangját.  
"A általam választott témák nem kötődnek stílusokhoz, nem tükröznek meghatározott formai jegyeket. Képzeletemben az anyag, elsősorban a fém megmunkálása és annak finomságai indítják el a vezérgondolatot, ami köré a tárgyaimat felépítem. Tagadhatatlanul vonzódom a modern designhoz, de bármennyire is lenyűgöz, nem tudok elszakadni a mesterségtől, a véremmé vált szakmától - mindig kézművesként gondolkodom és alkotok. Lámpáimat nem tervezem szériagyártásra, szeretem egyediségüket, megismételhetetlenségüket." Horváth Pál László, 2015.
Haláláig alkotott, munkáit magánszemélyek és galériák vásárolták. A használtai és díszítő tárgyak mellett, művészete az elmúlt 10 évben a kisplasztikák készítésének irányába tolódott el, mintegy főleg művészeti tevékenységre cserélve, régebbi iparos tevékenységét.
Munkái időről-időre felbukkannak külföldi és hazai aukciós oldalakon.
70 éves korában, családja körében hunyt el Budapesten.

## Műgyűjtés
2001-ben becsüs képzésen műtárgy szakirányú szakképesítést szerzett. Hobbi műgyűjtő, magát "kincskeresőként" definiálja. Gyűjteményében a 60-as 70-es évek kortárs iparművészeti munkái találhatóak. Hivatásaként tűzte ki ezeknek a kortárs alkotásoknak és munkáknak a felkutatását, megmentését, majd restaurálását.  Privát gyűjteményében egyaránt megtalálhatóak iparművészeti ékszerek, illetve használati- és dísztárgyak. 

## Betütője
Munkássága kezdeti időszakában HP beütőt használt, amit idővel domború HPL szignóra cserélt. 

## Ars Poeticája
„Az ötvösségben az a szép, hogy törekszik a tökéletességre.”

## Főbb műveiből

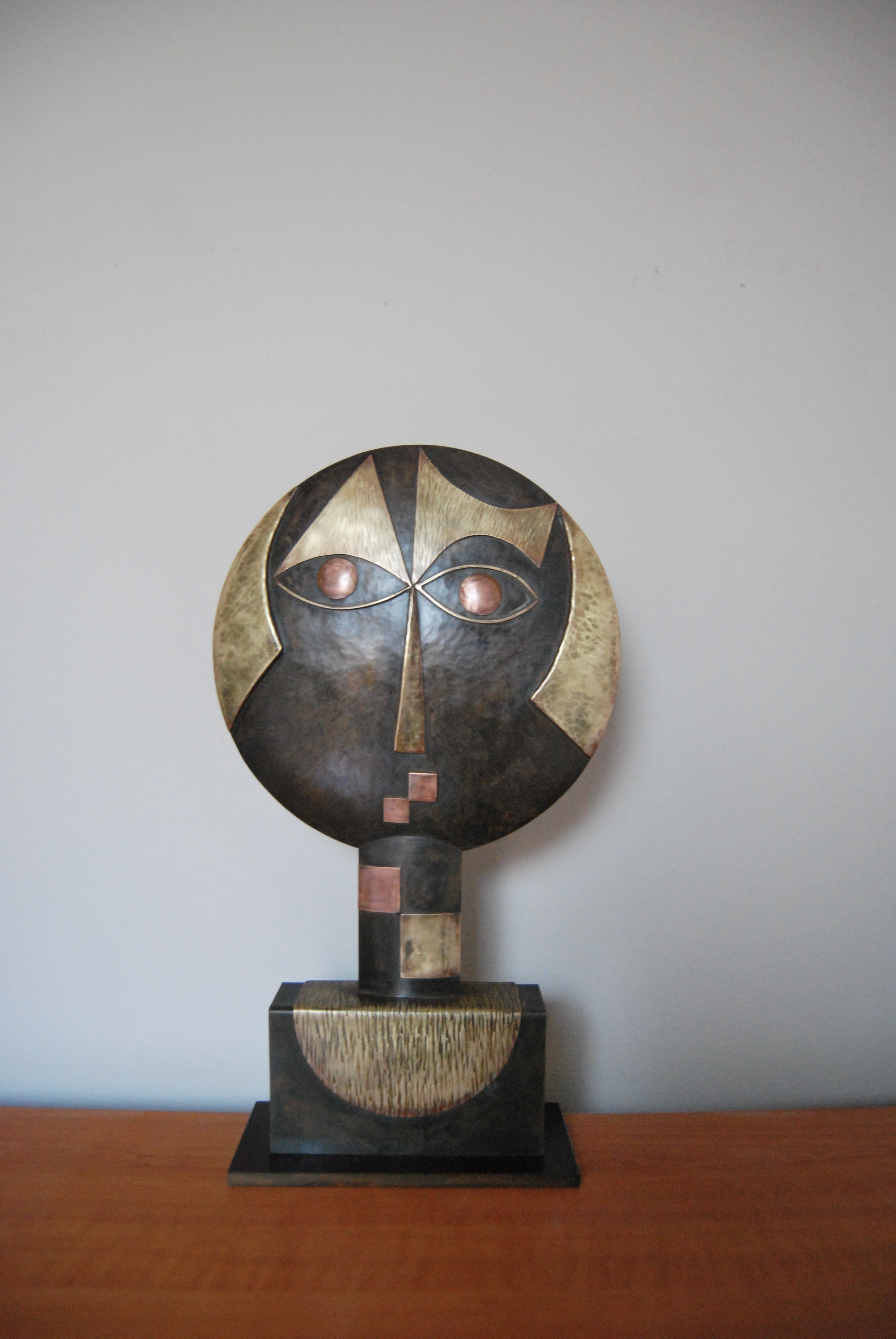

- 2010 - csillár felújítás Madarassy István ötvös iparművész által készített csillárok felújítása; fővállalkozó: Kálmán László ötvös iparművész
- 2006 - kandalló burkolatok Gresham Palota – királyi lakosztályok  formai kialakítás, rézlemez díszítése kézi matléval; fővállalkozó: Kálmán László ötvös iparművész
- 2003 - portál  Callas étterem utcafronti sárgaréz feliratok és díszítmények kivitelezése; fővállalkozó: Kálmán László ötvös iparművész
- 2003 - eklektikus stílusú fali lámpák tervezés, gyártás Szent Anna Katolikus Templom, Taksony; önálló munka
- 2002 - csiszolt üveggyöngyös neobarokk kosaras csillár javítás, felújítás, pótlás és másolat készítése Dunaharaszti Római Katolikus Templom; önálló munka
- 1994 - a tervezett Bécs-Budapest Világkiállítás beruházásainak 16 m²-es látvány makettje  pergola sor, Sportcsarnok épülete, Makovecz kapuk kivitelezése; fővállalkozó: Installáció Kft.
- 2002 - kandeláber alkatrészek, sárgaréz alkatrészek gyártása Szépművészeti Múzeum büfé  tervező; fővállalkozó: Schinagl Gábor belsőépítész
- 1979 - szobor felújítása  külső és belső szerkezeti felújítás, külső hibák javítása, tisztítás és újra patinázás  Szabadság-szobor, Gellért-hegy; fővállalkozó: Képzőművészeti Kivitelező Vállalat, Bronz Öntöde
- 1977 - Ady Endre emlékmű bronz megmunkálás  öntödei bronz cizellálás és patinázás  Vígh Tamás szobrászművész munkája, Győr; fővállalkozó: Képzőművészeti Kivitelező Vállalat, Bronz Öntőde
- 1976 - Millenniumi Földalatti vasúti kocsi makettje komplett kivitelezés  Millenniumi Földalatti Vasúti Múzeum Budapest, Deák Ferenc téri aluljáró; fővállalkozó: Képzőművészeti Kivitelező Vállalat

## Díjak, elismerések
- XXI. Vizuális hónap Iparművészeti pályázat I. díj. (1997.12.04.)